# Husaberg
Husaberg – шведско-австрийский производитель мотоциклов.

## История
В 1987 году после приобретения итальянской компанией «Cagiva» подразделения по производству мотоциклов «Husqvarna Motorcycles» и переноса производства в итальянский Варезе, группа инженеров во главе с Томасом Густавссоном решила остаться в Швеции и продолжить работу над собственным проектом. Так в январе 1988 года появилась компания «Husaberg Motor AB». Вскоре к проекту присоединились Рубен Хельмин (главный инженер Husqvarna и первый управляющий директор Husaberg), Урбан Ларссон (дизайнер Husqvarna), Бьорн Элвин (начальник отдела тестирования Husqvarna).
Компания производила эндуро-мотоциклы с четырехтактными и двухтактными двигателями объемом от 125 до 650 куб. см. 
Одним из тестировщиков был будущий чемпион мира Жоэль Сметс.
В 1995 году марка была приобретена австрийской компанией «KTM».
В 2014 году, после приобретения «KTM» бренда «Husqvarna Motorcycles», менее известную марку «Husaberg» перестали выпускать. В настоящее время некоторые из разработанных для «Husaberg» технологий используются в мотоциклах «Husqvarna» .